# Vriesea pauciflora
Vriesea pauciflora là một loài thuộc chi Vriesea. Đây là loài đặc hữu của Brasil.